# Дзёсэй

Обложка журнала Kiss за ноябрь 2009 года, на которой изображены персонажи манги Nodame Cantabile.

Дзёсэй (яп. 女性 дзёсэй, букв. «женщина»), также рэдису (レディース, рэди:су) или рэдикоми (レディコミ, рэдикоми, калька с англ. ladies’ comics, букв. «дамские комиксы») — аниме и манга, рассчитанные на особую целевую аудиторию — молодых женщин от 18 лет и старше. Манга этого типа публикуется в специализированных дзёсэй-журналах (аудиторию определяют сами издатели). Редакторами и издателями дзёсэя зачастую являются женщины. Это сравнительно недавнее явление, появившееся в 1960—1970-х годах на свет как ответвление сёдзё (манги и аниме для девочек), но с более осмысленными и сложными сюжетами и «взрослыми» темами. Его возрастным эквивалентом для мужчин является сэйнэн, хотя в отличие от журналов сэйнэн-манги, которые занимают 37 % всего рынка, лишь около 7 % журналов относятся к категории дзёсэй. Крупнейшим издателем дзёсэя в Японии является Ohzora Publishing.

## Тематика и жанры
Как правило, дзёсэй содержат следующие характерные черты: он описывает «взрослые» проблемы независимых и уверенных в себе женщин, в центре сюжета находятся отношения, часто романтические и сексуальные; красивые и сексуальные мужчины («бисёнэны») показаны более реалистично, чем в сёдзё; кроме того, дзёсэй часто насыщен эротикой и сексуальными сценами. Обычно затрагиваются темы карьеры, отношений между родителями и детьми, развода и другие. В отличие от сёдзё, любовные отношения показаны в дзёсэе значительно менее идеализировано и более проработанно. Основные жанры дзёсэй заимствовал у сёдзё — любовные романы, фэнтези, научная фантастика, историческая драма, — а также темы, интересные взрослым женщинам, как то работа в офисе, жизнь в браке и вне брака, семейные трудности, супружеская неверность, дети, эмоциональные трудности, дружба и любовь между женщинами и другие проблемы повседневной жизни. Значительная часть произведений относится к жанру яой.
В конце 1980-х годов публикуемый дзёсэй был очень откровенным. Его начали выделять как отдельный жанр хентая. Хотя сюжетно он мало отличается от остального хентая, по словам Масафуми Мидзуно, главного редактора женского журнала манги Comic Amour, для работы он специально приглашает авторов-женщин, потому что они лучше понимают запросы аудитории: читательницы, по его мнению, не любят слишком прямолинейные сюжеты, даже в эротической манге для них важно предоставить психологическую подоплёку связи между героями и показать динамику в отношениях. В настоящее время для откровенных работ иногда используют термин «рэдикоми».

## Журналы дзёсэй-манги в Японии
Дзёсэй-манга публикуется в специальных журналах, рассчитанных на женскую аудиторию.
| Название    | Тираж (данные 2004 года) | Тираж (данные 2005 года) | Тираж (данные 2006 года) | Тираж (данные 2007 года) | Тираж (данные 2009 года) | Первый номер |
| ----------- | ------------------------ | ------------------------ | ------------------------ | ------------------------ | ------------------------ | ------------ |
| You         | 234,166                  | 214,167                  | 202,750                  | 185,000                  | 179,542                  | 1980 г.      |
| Be Love     | 206,875                  | 203,750                  | 199,292                  | 182,667                  | 173,125                  |              |
| Cocohana    | 151,250                  | 145,833                  | 164,583                  | 158,334                  | 150,417                  | 1994 г.      |
| Kiss        | 202,583                  | 183,208                  | 176,958                  | 155,334                  | 145,542                  | 1992 г.      |
| The Dessert | 197,083                  | 182,750                  | 169,416                  | 125,000                  | 115,167                  |              |
| office You  | 129,333                  | 124,667                  | 120,000                  | 115,000                  | 111,667                  | 1985 г.      |
| Petit Comic | 121,250                  | 117,583                  | 111,833                  | 108,667                  | 106,167                  | 1977 г.      |
| Judy        | 156,833                  | 135,833                  | 120,667                  | нет данных               | —                        | 1985 г.      |
| Silky       | 86,833                   | 80,167                   | 86,500                   | 64,500                   | 60,334                   |              |
| Feel Young  | 72,458                   | 68,396                   | 64,167                   | 47,034                   | 42,542                   |              |

Comic Amour (яп. コミックアムール комикку аму:ру) — крупнейший ежемесячный журнал эротической манги для женщин, издаваемый компанией Sun Publishing. Целевой аудиторией журнала являются женщины 20—30 лет.

## Примеры
| - Angel Nest - Nodame Cantabile - Nana - Tramps Like Us - Paradise Kiss - Honey and Clover - Object of Desire - Be With You - Voices of Love - In Clothes Called Fat |  | - The Aromatic Bitters - Make Love and Peace - Sweet Cream and Red Strawberries - Walkin' Butterfly - Clover - Inubaka: Crazy For Dogs - Happy Mania - The Aromatic Bitters - Blue - Chihayafuru |